# Saint-Martin-du-Clocher
Saint-Martin-du-Clocher är en kommun i departementet Charente i regionen Nouvelle-Aquitaine i västra Frankrike. Kommunen ligger  i kantonen Villefagnan som ligger i arrondissementet Confolens. År 2022 hade Saint-Martin-du-Clocher 124 invånare.

## Befolkningsutveckling
Antalet invånare i kommunen Saint-Martin-du-Clocher
Referens:INSEE